# Stade Youri-Gagarine
 (septembre 2023).
Si vous disposez d'ouvrages ou d'articles de référence ou si vous connaissez des sites web de qualité traitant du thème abordé ici, merci de compléter l'article en donnant les références utiles à sa vérifiabilité et en les liant à la section « Notes et références ».
Le stade Youri-Gagarine est un stade de football de La Réunion qui est situé dans la ville de La Possession.
Il accueille les rencontres de l'AS Possession et de 2011 à mai 2012 la Saint-Pauloise FC en raison des travaux du stade olympique.